# Календарная поэзия
Календарная поэзия — произведения древнейшего вида народного устно-поэтического творчества разных народов, являющиеся частью календарной обрядности.
Календарные обряды, игры и песни связаны с явлениями природы и трудом крестьян в разные времена года. В основе этих обрядов лежала вера в магическую силу слова, жеста, действия, способная, как казалось людям, обеспечить хороший урожай, благополучие, помогает в достижении целей.

## У славян
Календарная поэзия славян многообразна по жанрам, содержанию, мотивам, художественным средствам. Календарные обряды связаны с народным сельскохозяйственным календарём — распорядком работ — подготовкой урожая (зима, весна и лето) и его уборка (осень).
В зимних обрядах славян большое место занимало колядование. Колядовщики ряжеными ходили по домам и желали богатого урожая, приплода скота, счастья в семейной жизни и здоровья. В заключение они просили награду за свой труд.
Обряды Масленицы были аналогом западного Карнавала и знаменовали рубежное время между Мясоедом и началом Великого поста. 
Приблизить приход весны было призвано исполнение обрядовых песен Веснянок.
Один из самых больших весенних праздников славян — Юрьев день, день выгона скота на пастьбу, отмечался 23 апреля. Скот украшали лентами, цветами, пели о наступлении лета.
Летняя обрядность связана с Семицко-Троицким циклом, праздником Ивана Купалы, сенокосом, днём Ильи-пророка, Зажинками. 
Осенние обрядовые песни и игры были приурочены к сбору урожая (Обжинки, Осенины).

## У башкир
У башкир календарная поэзия делится на 4 цикла — по временам года и периодам солнцестояния.
- Весенний цикл связан с празднованием новруза, каргатуя, сабантуя
- Летний цикл — летнего нардугана,
- Осенний цикл — праздника сумбули (сөмбәлә байрамы),
- Зимний цикл — зимнего нардугана.

Произведения календарной поэзии включают в себя алгыши, благопожелания (теләк), песни, баиты, хороводные такмаки, речитации, игровые вопросы, заклички (саҡырыу), загадки, хынамыши.
Благопожелания были обращены к высшим силам с просьбой о благоприятной погоде, хорошем урожае, благополучии: «Эй, Тәңрем, уңыш бир! /Ас-яланғас итмә. /Илгә именлек бир, /Түбә туклыктары бир!» («О, Тенгри мой, урожай дай! /Голод не посылай. /Стране пошли благодать, /Достаток дай!»).
Заклички произносились во время обрядов вызывания дождя или солнца: «Ямғырым, яу, яу, /Майлы бутҡа бирермен, /Алтын ҡалак ҡуйырмын!» («Дождик мой, лей, лей, /Кашу я тебе сварю, /Золотую ложку дам!»).

## У татар
У татар после окончания посевной проводился обряд Пештемэ, призванный отогнать заморозки. С приходом весны празднуется праздник грачей «Карга боткасы». Календарными праздниками и связанной с ними поэзией являются обряд Алас, Жимчэчэк, праздник Зара и др.